# Einar Philip Foss
Einar Philip Foss (født 29. januar 1893 i København, død 6. april 1967 smst.) var en dansk erhvervsmand og politiker. 
Han var søn af ingeniør Alexander Foss (død 1925) og hustru Margrethe født Schultz (død 1922). Han blev i 1924 gift med Cordelia (født 1896), datter af ingeniør Frederik Læssøe Smidth og hustru Katha født Harboe.

## Karriere
Han blev student fra Borgerdydskolen 1911 og cand.polyt. i 1920 og var herefter ansat i F.L. Smidth & Co. fra 1920 til 1945 og direktør samme sted 1940-41.
Han var formand for bestyrelserne for A/S Faxe Kalkbrud, A/S Cement Investment, A/S Gyro, A/S Kagstrup Kalkværk, A/S Hedehus Teglværket og A/S Aalborg Portland-Cement-Fabrik; medl. af bestyrelserne for A/S F L Smidth & Co., A/S Fællesagenturet for Faxe-Limhamn Kalkbrud, A/S Sadolin & Holmblad, Kemisk Værk Køge, A/S m.fl.
Medindehaver af Interessentskabet Dansk Skrivemaskinefabrik og Interessentskabet Wyta samt direktør i A/S Gyro, Skive Jernstøberi og Maskinfabrik.
Han var medlem af Landstinget 1943-53 og af Folketinget 1953-57, valgt for Det Konservative Folkeparti, som han var formand for fra 1957 til 1965